# Otto Bergmann
Otto Bergmann est un entrepreneur allemand.

Il arrive au Japon en 1885 et travaille d'abord pour la compagnie d'import-export Bacharach, Oppenheimer & Co. située à l'emplacement 154 de Yokohama. Il reste dans cette compagnie jusqu'à sa liquidation en 1888. À la place s'installe la compagnie Worch & Co. dont Bergmann devient directeur jusqu'en 1904 lorsqu'il fonde sa propre entreprise, toujours sur l'emplacement 154 après le départ de Worch & Co.. Il ouvre plus tard une filiale Bergmann & Co. sur l'emplacement 40 de Kobé.